# Leena Alam
Leena Alam (in persiano  لينا علم‎; Kabul, 1º gennaio 1978) è un'attrice e attivista afghana per i diritti umani.
È conosciuta per aver lavorato in film e in programmi televisivi che parlano di matrimoni infantili, divario di genere, diritti delle donne e conflitti sociali. Ha ricevuto l'appellativo di “Shereen dell’Afghanistan” (شیرین افغانستان) per essere stata l'attrice protagonista di Shereen's Law, il primo dramma televisivo femminista ambientato nella moderna Kabul, che ha sfidato i tabù e gli ostacoli riservati alle donne nella società patriarcale afgana.
Nel 2021 è stata nominata come una delle BBC's 100 Women.

## Biografia
Nata il 1º gennaio 1978 a Kabul, Leena Alam si è trasferita con la famiglia negli Stati Uniti all'età di 13 anni, a causa della guerra civile in corso nel suo paese.
All’inizio della sua carriera ha lavorato come modella e ha preso parte a competizioni di danza. Ha debuttato nel mondo del cinema come attrice nel 1998 con il film In Foreign Land, diretto da Hafiz Asefi, e ha poi lavorato in altri film realizzati da registi afgani emigrati negli Stati Uniti.
In In Foreign Land ha interpretato la parte di una ragazza indiana trasferitasi negli Stati Uniti per studiare, ma rimasta devota alle sue tradizioni e ai suoi valori.  Durante il casting per questo film Alam ha incontrato Salaam Sangi, che sarebbe diventato il suo mentore.
In Loori, prodotto da Saeed Orokzai, ha svolto il ruolo di una ragazza afghana traumatizzata da una lesione cerebrale che la priva della memoria del suo passato.
Nel 2007 è ritornata per un periodo in Afghanistan, scegliendo di prendere a parte a film portatori di un forte messaggio sociale. Il primo film cui ha partecipato è stato Kabuli Kid (2008) un dramma afghano-francese prodotto da Fidélité Films e diretto da Barmak Akramdi.
Nel 2013 ha preso parte al film afghano-iraniano Soil and Coral, prodotto da Parween Hussaini e diretto da Masoud Atyabi. Sempre nel 2013 ha interpretato uno dei ruoli principali nella seconda stagione della famosa serie TV Our Street, diretta da Mirwais Rekab.
Nel 2014 ha recitato in Darya's Message, prodotto da Axobarax Films (diretto da Homayoun Karimpour) e Black Kite di Tarique Qayumi. Il film è stato registrato in Afghanistan in tempi ristretti e cambiando frequentemente location, per impedire ai talebani di riconoscere i luoghi delle riprese.
Nello stesso anno Alam è stata la protagonista della serie Shereen's Law, una serie femminista drammatica impegnata a colpire i tabu sociali, diretta da Ghafar Azad e prodotta da Kaboora/Tolo, nella quale ha interpretato una donna di mezza età, sola e con tre figli, impiegata in una cancellaria di un tribunale. La sua popolarità in questa serie le ha valso l'appellativo di “Shereen dell'Afghanistan” (شیرین افغانستان). Shereen è stata nominata per la migliore mini-serie drammatica a fianco di The Night Manager, Mr. Robot e Deutschland 83; Leena Alam è stata nominata come migliore attrice al Seoul International Drama Awards 2016.
Nel 2016 ha interpretato un ruolo principale nel film A Letter to the President, diretto da Roya Sadat.
Ha preso parte anche ad alcuni cortometraggi per aiutare dei giovani produttori in Afghanistan, partecipando ai corti Moving in a Circle di Siyar Noorzad e Live in Grave di Lal Alizada, The Unknown di Ghafar Faizyar, Qamar di Nima Latifi e In Parentheses diretto da Ghafar Azad.

### Altre attività
Alam è stata un membro della giuria al Negah-e-No Film Festival nel 2014 e nel 2015. Inoltre è stata membro della giuria all’Afghanistan Human Right Film Festival 2015, al Sama International Film Festival a Stoccolma, Svezia 2016, al 8th National Theater Festival Afghanistan 2014, all’Adelaide Film Festival, Australia 2017 e all’Imagine India International Film festival 2020 e 2021 Madrid, Spagna.
Ha partecipato anche a video musicali per Shafiq Mureed, Arash Barez e Kerry Coulshed.
Nel 2018, sullo storico stage di The Monastery Ruin (Stiftsruine), in Germania, nel corso del 68° Bad Hersfelder Festspiele, Leena ha interpretato Solveig in Peer Gynt di Henrik Ibsen, diretto da Robert Schuster.

## Attivismo per i diritti civili
Alam è stata nominata ambasciatrice della pace di UNAMA  (Assistance Mission delle Nazioni Unite in Afghanistan) nel 2009.
Quaranta giorni dopo l'uccisione di Farkhunda Malikzada, una donna afghana di 27 anni accusata ingiustamente di aver bruciato la copia del Corano e linciata dalla folla il 19 marzo 2015, Alam ha realizzato con altri attori uno spettacolo teatrale pubblico per rievocarne l'omicidio, interpretando la parte di Farkhunda.

## Riconoscimenti
- Migliore Attrice – Tolo Film Festival, Afghanistan 2009
- Migliore Attrice – Film Festival dei Diritti Civili, Afghanistan 2013
- Migliore Attrice – Negah-e-No Film Festival, Afghanistan 2014
- Premio Onorario -Festival Herat Internazionale del Cinema delle Donne, Afghanistan 2014
- Migliore Attrice – Negah-e-No Film Festival, Afghanistan 2015
- Migliore Attrice – Mehregan Festival Internazionale del Cinema, Afghanistan 2015
- Migliore Attrice – Festival Herat Internazionale del Cinema delle Donne, Afghanistan 2015
- Migliore Attrice – Nomina, Premi teatrali internazionali di Seoul, Sud Corea 2016
- Premio Onorario – Contributo al cinema afgano – Sama Festival Internazionale del Cinema a Stoccolma, Svezia 2017
- Migliore Attrice – Nomina,  Malaysia Festival Internazionale (Golden Global Awards) Malaysia 2018
- Migliore Attrice – Sinema Zetu Festival Internazionale del Cinema (SZIFF) Tanzania 2019[18][19]
- Migliore Attrice – Lajward Festival Internazionale del Cinema فلم فلم جشنواره ملی , Afghanistan 2020[20]

Nel 2021 è stata nominata una delle BBC's 100 Women